# Hypercholestérolémie
Par hypercholestérolémie (littéralement : cholestérolémie élevée) on entend un taux élevé de cholestérol sanguin par rapport à une limite fixée par une instance de santé. Ce n'est pas une maladie en soi mais un trouble métabolique, c'est-à-dire une déviation par rapport à une norme.
En termes de santé publique, on parlera de marqueur de risque, voire de facteur de risque.
Les lipoprotéines sont des particules complexes contenues dans le sang et contenant un mélange de cholestérol, acide gras, triglycérides, phospholipides et apolipoprotéines (protéine spécialisées). Il existe plusieurs types de lipoprotéines individualisables en fonction de leur constitution, composition qui leur confère des variations de densité et ont chacune un rôle différent dans la physiologie humaine. Un déséquilibre dans la répartition et les concentrations de ces lipoprotéines pourrait favoriser l'athérosclérose et serait considéré comme un facteur de risque de maladies cardiovasculaires.

## Signes et symptômes
Dans la très grande majorité des cas, la personne ne se plaint de rien et l'anomalie est découverte lors d'un bilan sanguin fait de manière systématique, ou à l'occasion d'une complication liée à l'athérosclérose (infarctus du myocarde, angine de poitrine, accident vasculaire cérébral ou artérite des jambes...)
On a donc affaire à une personne saine, asymptomatique, mais qui a un paramètre sanguin qui s'éloigne d'une norme décidée par consensus.
On peut voir, de manière très inconstante, un xanthelasma, une zone nacrée légèrement surélevée au niveau cutané et située principalement en région péri-orbitaire. Il se voit principalement chez des patients ayant une hypercholestérolémie chronique et n'est pas un marqueur de gravité en soi[réf. nécessaire]. Un gérontoxon peut également être visualisé, un anneau en périphérie de la cornée apparaissant de façon physiologique chez des personnes âgées mais aussi chez des personnes plus jeunes avec hypercholestérolémie.
Un ou plusieurs xanthomes tendineux ou tubéreux se retrouvent dans certaines formes sévères d'hypercholestérolémie familiales.

## Diagnostic
Le diagnostic est fait par le dosage biologique (cholestérolémie) lors d'une prise de sang, faite à jeun et pouvant être couplée aux dosages des fractions LDL et HDL.
Elle doit être en dessous d'un certain seuil, qui évolue selon les pays. Ce dernier a varié suivant les époques (inférieur à 3 g, puis à 2,8 et 2,4 g/L avant les années 2000, le but actuel étant d'être en dessous de 2 g/L ou 5 mmol/l). Le seuil requis est d'autant plus bas que le patient a d'autres facteurs de risque cardiovasculaire ou a déjà fait une complication.
Il existe toutefois une variabilité du dosage dans le temps pouvant atteindre près de 7 % et requérant un second dosage si les chiffres sont limites.

## Classifications et formes d'hypercholestérolémies

### Classifications internationales
| Classification de Fredrickson | Tx de cholestérol | Tx de TG         | Classification de De Gennes        |
| ----------------------------- | ----------------- | ---------------- | ---------------------------------- |
| Type IIa                      | élevé             | normal           | hypercholestérolémies essentielles |
| Type IIb                      | élevé             | élevé            | Hyperlipidémies mixtes             |
| Type III                      | élevé             | légèrement élevé | Hyperlipidémies mixtes             |

### Hypercholestérolémie primaire (génétique) ou familiale
- Hypercholestérolémie familiale : mutation autosomale dominante du gène codant le récepteur des LDL ;
- hyperlipidémie familiale combinée (ou hyperlipidémie mixte familiale) : autosomale dominante ou autosomale récessive ; production hépatique excessive d'apo B ;
- déficit familial en apolipoprotéine B100, affection autosomique dominante ;
- hypercholestérolémie polygénique : la plus fréquente ;
- dys-bêta-lipoprotéinémie : mutation autosomale récessive de l'Apolipoprotéine E rare et s'accompagnant d'une hypertriglycéridémie ;
- mutation du gène ARH[3] : très rare ; transmission autosomique récessive.

### Hypercholestérolémie secondaire
L'hypercholestérolémie peut être la conséquence d'une maladie comme le diabète, d'un état comme l'obésité, le vieillissement, ou du mode de vie comme le tabagisme, la sédentarité, ou le stress psychosocial.
Un régime riche en cholestérol et en acides gras trans, un régime pauvre en acides gras oméga-3, une déficience de synthèse par le foie des homologues supérieurs (DHA, EPA) des acides oméga-3 végétaux augmentent la cholestérolémie.
L'insuffisance rénale chronique, un syndrome néphrotique, une hypothyroïdie sont classiquement responsables d'une élévation des triglycérides et du taux de cholestérol.
Certains médicaments tels isotrétinoïne, progestérone et pilule œstroprogestative, corticothérapie, diurétique thiazidique bêtabloquants nécessitent une surveillance du bilan lipidique car ils augmentent le taux de cholestérol et augmentent le risque cardiovasculaire.

### Hypercholestérolémie de l'enfant
Comme chez l'adulte, les formes familiales peuvent se manifester dès l'enfance.

## Traitement
Le traitement de l'hypercholestérolémie s'efforce de diminuer significativement le risque de survenue de maladies cardiovasculaires. Une diminution isolée de la concentration du cholestérol sans effet démontré sur le risque vasculaire n'a que très peu d'intérêt. De même, traiter le cholestérol chez une personne qui a un faible risque vasculaire a un intérêt limité.
La prise en charge doit toujours comprendre des règles hygiénodiététiques, éventuellement associées à la prise de compléments alimentaires. Celles-ci seront cumulées avec un traitement médicamenteux si la cholestérolémie reste élevée.
L'évaluation de la réelle efficacité sur le risque cardiovasculaire est parcellaire et dépend du produit utilisé et du terrain étudié : certaines études sont positives, d'autres négatives et d'autres encore non abouties. Ainsi il n'est pas toujours prouvé que l'abaissement du cholestérol par telle ou telle méthode entraîne une diminution du risque cardiaque. De même, une diminution prouvée du risque cardiaque pourrait être due à la diminution effective du taux de cholestérol sanguin, mais aussi intervenir sur d'autres facteurs (c'est le cas des régimes, et peut-être aussi des statines).
La prise en charge des hypercholestérolémies a fait l'objet de la publication de recommandations par plusieurs sociétés savantes dont la Société européenne de cardiologie. La dernière version date de 2019. Celles, américaines, datent de la même année. Elles diffèrent sur plusieurs points : les recommandations américaines mettent en particulier l'accent sur l'introduction des statines suivant le niveau de risque, sans chercher à atteindre une valeur cible alors que les recommandations européennes insistent sur cette dernière. Elles diffèrent également sur la définition de la population à très haut risque de survenue de maladies cardiovasculaires, les européens considérant que la présence d'un athérome non symptomatique en est un des critères alors que cela n'entre que dans le cas d'une prévention primaire.

### Traitements non médicamenteux
Le traitement non-médicamenteux, de première intention, combine un régime alimentaire approprié prescrit par un diététicien-nutritionniste et l'exercice physique adapté au patient. Ces mesures hygiéno-diététiques peuvent être associées à la prise de compléments alimentaires sous surveillance médicale. L'automédication n'étant jamais conseillé.

#### Mesures hygiénodiététiques

##### Régime alimentaire
Un régime alimentaire classique vise à réduire l'excès de poids, une diminution de la consommation de lipides, et une consommation moindre d'aliments riches en cholestérol. La consommation de cholestérol semble influencer surtout la fraction LDL.

##### Activité physique
Un bon type d'exercice va contribuer à diminuer le cholestérol sanguin tout en augmentant (faiblement) le niveau du cholestérol HDL. L'exercice aérobique est le plus indiqué pour atteindre ce but. Il s'agit typiquement d'exercices d'endurance. Les meilleurs types d'exercices impliquent l'utilisation continue des muscles des jambes, comme dans la marche (assez rapide), le cyclisme ou la natation.

#### Compléments alimentaires
Une allégation de santé, autorisée en octobre 2009 par la Commission européenne, se rapporte à l'inclusion dans les aliments de phytostérols et de phytostanols par estérification qui les rend solubles. Ces stérols et stanols d'origine végétale s'incorporent aux micelles qui voyagent dans l'intestin. Cette allégation a été revue, en 2012, par l'Agence Nationale de Sécurité Alimentaire. Pour le moment, on sait que ces aliments font baisser la cholestérolémie mais on n'a aucune preuve de leur action (positive ou négative) sur la santé.
La levure de riz rouge (Monascus purpureus), qui contient une statine naturelle a une efficacité démontrée sur le taux de cholestérol mais pas sur le risque cardiovasculaire.
Le policosanol, retrouvé dans la canne à sucre et d'autres produits, pourrait avoir un effet intéressant.

#### La lutte contre le stress
La recherche montre que les approches de réduction du stress complètent efficacement les thérapies conventionnelles pour traiter et prévenir l'hypercholestérolémie et d'autres facteurs de risque des maladies cardiovasculaires tels que l'hypertension et le tabagisme.

### Traitements médicamenteux
L'intérêt d'un traitement hypocholestéolémiant en prévention primaire (c'est-à-dire, donné chez un patient indemne de toute atteinte vasculaire) fait débat, sauf en cas d'hypercholestérolémie familiale où ils permettent une diminution nette du risque vasculaire. En prévention secondaire (c'est-à-dire après la survenue d'un premier accident vasculaire), les études sont unanimes en faveur d'un traitement hypocholestérolémiant, même si le mécanisme exact de leur efficacité reste discuté (effet sur le cholestérol ou effet anti-inflammatoire).
Il en existe de nombreux types avec des niveaux d'efficacité variables suivant le type d'hypercholestérolémie et pouvant influer également sur le taux des triglycérides.
Les statines ont prouvé une réduction du risque de survenue d'événements cardiovasculaires. Avant elles, la cholestyramine a montré son efficacité sur la diminution de ces mêmes maladies, mais son usage est resté limité pour des raisons de tolérance. Les statines devraient donc être utilisées préférentiellement.
Dans l'étude LRC, la réduction de risques (absolue) est faible (1,6 %) et la mortalité totale n'est pas modifiée significativement, comme dans la plupart des études sur les statines.
Les autres types de médicaments sont les suivants :
- les fibrates (clofibrate, fénofibrate...) baissent la concentration du cholestérol sanguin mais sans avoir démontré une réduction du risque de survenue d'une maladie cardiovasculaire. Ils sont que peu utilisés ;
- l'ézétimibe diminue l'absorption du cholestérol au cours de la digestion en agissant directement sur les cellules intestinales, diminuant ainsi significativement le taux de cholestérol sanguin mais ne parvient pas à freiner la progression de l'athérome, responsable des maladies cardiovasculaires[15]. En association avec une statine, il permet une diminution des accidents cardio-vasculaires[16].
- la cholestyramine et les dérivés de l'acide nicotinique (Acipimox par exemple) ne sont pratiquement plus utilisés ;
- un anticorps monoclonal, l'alirocumab[17],[18]. permet la diminution du risque survenue d'un accident cardiovasculaire lorsqu'il est utilisé en association avec une statine[19].
- etc.

D'autres molécules sont à l'essai. Parmi ces dernières, les inhibiteurs de la protéine de transfert des esters de cholestérol (anti-CETP), dont l'anacetrapib, augmentent de manière importante le HDL cholestérol. Le torcetrapid et le dalcetrapib, appartenant à la même classe sont des échecs. Le premier a causé une surmortalité et l'essai du second s'est arrêté en mai 2012 Le mipomersen est un inhibiteur de la synthèse d'apolipoprotéine B et s'est révélé, à court terme, être efficace dans les hypercholestérolémies familiales. D'autres molécules ciblent le PCSK9, permettant une destruction du LDL-cholestérol.
En novembre 2012, la molécule alipogène tiparvovec obtient une autorisation de mise sur le marché pour le traitement d'une forme d'hypercholestérolémie familiale avec déficit en lipoprotéine lipase.

### Traitement alternatif
Sans avoir de preuve d'efficacité, certains phytothérapeutes proposent l'utilisation de plantes médicinales pour traiter l'hypercholestérolémie en association avec un régime approprié :
- plantes qui agiraient directement sur le métabolisme des lipides : comme le guggulu (Commiphora wightii) et l'ail ;
- plantes qui augmenteraient la synthèse et l'excrétion des sels biliaires (voie d'excrétion normale du cholestérol endogène), plantes cholagogues et cholérétiques : artichaut, boldo, combretum, curcuma, fumeterre, pissenlit, romarin ;
- plantes qui pourraient prévenir le dépôt ou le développement des plaques d'athérome grâce à la présence de polyphénols : thé vert, ginseng, vigne rouge.

## Controverses
L'hypothèse dominante, défendue en particulier par l'essentiel du corps médical et les sociétés savantes internationales, est qu'il existe une corrélation entre niveau de cholestérol et risque cardio-vasculaire et qu'un taux élevé de cholestérol sanguin doit être évité. Au début des années 1990, des chercheurs et des professeurs de médecine, parmi lesquels le Pr Marian Apfelbaum en France, se sont opposés à cette doctrine et ont remis en question l’hypothèse lipidique d’Ancel Keys selon laquelle l’excès de consommation de graisses et le cholestérol seraient les principaux responsables des maladies cardio-vasculaires. Michel de Lorgeril, médecin controversé pour ses positions sur la vaccination, en a fait un cheval de bataille.
En octobre 2016, le documentaire diffusé sur Arte Cholestérol, le grand bluff, réalisé par Anne Georget, affirme que la nocivité du cholestérol a été artificiellement établie par des statistiques manipulées par Ancel Keys et que les études cliniques des statines ont été financées à 80 % par les laboratoires qui avaient le plus intérêt à ce qu'elles s'avèrent positives. Ce documentaire est vivement critiqué par le corps médical,,,.